# Montreuil-Bellay
Montreuil-Bellay è un comune francese di 4 323 abitanti situato nel dipartimento del Maine e Loira nella regione dei Paesi della Loira.

## Società

### Evoluzione demografica
Abitanti censiti